# Кларенс Гудсон
Кларенс Гудсон (англ. Clarence Goodson; нар. 17 травня 1982, Александрія, США) — американський футболіст, захисник клубу «Сан-Хосе Ерсквейкс».
Виступав за національну збірну США.  У складі збірної — володар Золотого кубка КОНКАКАФ. 

## Клубна кар'єра
Вихованець футбольної школи клубу «Меріленд Террапінс».
У дорослому футболі дебютував 2004 року виступами за команду клубу «Даллас Берн» (з 2005 року змінив назву на «Даллас»), в якій загалом провів чотири сезони. Більшість часу, проведеного у складі «Далласа», був основним гравцем захисту команди.
2008 року уклав контракт з клубом «Старт» (Крістіансанн), у складі якого провів наступні два роки своєї кар'єри гравця.  Граючи у складі «Старта» також здебільшого виходив на поле в основному складі команди.
З 2011 року два сезони захищав кольори команди клубу «Брондбю». Тренерським штабом нового клубу також розглядався як гравець «основи».
До складу клубу «Сан-Хосе Ерсквейкс» приєднався 2013 року. Відтоді встиг відіграти за команду із Сан-Хосе 49 матчів в національному чемпіонаті.

## Виступи за збірну
2008 року дебютував в офіційних матчах у складі національної збірної США. Наразі провів у формі головної команди країни 46 матчів, забивши 5 голів.
У складі збірної був учасником розіграшу Золотого кубка КОНКАКАФ 2009 року у США, де разом з командою здобув «срібло», чемпіонату світу 2010 року у ПАР, розіграшу Золотого кубка КОНКАКАФ 2011 року у США, де разом з командою здобув «срібло», розіграшу Золотого кубка КОНКАКАФ 2013 року у США, здобувши того року титул континентального чемпіона.

## Досягнення
- Володар Золотого кубка КОНКАКАФ: 2013
- Срібний призер Золотого кубка КОНКАКАФ: 2009, 2011